# 金億
金 億（きん おく、1896年11月30日 - 没年不明）は、朝鮮の詩人、言論人。本貫は慶州、号は岸曙、筆名は岸曙生、A.S。フランスの象徴詩を翻訳紹介し、自らも新体詩理論を提唱して詩作を行った。朝鮮で最初の詩集『懊悩の舞蹈』は朝鮮の詩人達に強い影響を及ぼした。

## 略歴
1896年11月30日、平安北道定州郡に5男の長男として生まれる。父は金基範、母は金俊。熙権と名づけられたが、後に億に改名した。1907年、五山学校に入学し、1913年に日本に渡日、慶應義塾の英文科に入学した。しかし、卒業はできず、中退した。金の詩作はこの頃から始まり、在東京朝鮮人留学生学友会の機関紙『学之光』に創刊から関わり、詩「離別」「夜半」「夜と私（밤과 나）」「私の小さい鳥よ（나의 적은 새야）」、論文「芸術的生活」「要求と悔恨（-와-）」を発表する。
1916年、五山学校で教鞭を執る。ここで、後に詩人となる金廷湜と出会い、彼の才能を見抜き、指導をすることになる。金は金廷湜が文壇に上がれるように取り計らったりもしている。また、崇徳学校でも教鞭を執っている。
本格的な文芸活動は、1918年から、『泰西文芸新報』に詩を投稿することで始まる。当誌にツルゲーネフの散文詩やポール・ヴェルレーヌの詩を翻訳紹介した。海外の詩文学から学んだ知識をまとめ発表した論文「詩形の音律と呼吸（-의-과-）」は、新体詩を模索する当時の詩人達に大きな影響を与えた。1920年、『廃墟』『創造』の同人となる。『廃墟』には「ヴェルレーヌ詩抄」を連載し、詩を翻訳紹介する。『創造』にはツルゲーネフをはじめとして多くの海外詩人を紹介した。こうした詩をまとめて、1921年、広益書館から朝鮮で最初の詩集と言われる『懊悩の舞蹈（-의-）』を刊行する。1923年、創作詩集『クラゲの歌（해파리의 노래）』は朝鮮最初の近代詩集で、フランス象徴主義の詩と密接な関係を見せている。
また、金は朝鮮におけるエスペラントの研究・普及の先駆者であった。1916年に東京物理学校で小坂狷二にエスペラントを学び、朝鮮に戻って、その普及のために講習所を設立したりもした。『開闢』に「エスペラント自習室」を連載し、朝鮮で最初のエスペラント語の教科書『エスペラント短期講座』を刊行している。エスペランティストとしては筆名Verda E. Kimを名乗り、日本のLa Revuo Orienta誌に朝鮮文学の短編のエスペラント訳を掲載している。
解放後、朝鮮戦争によって被北し、その後の消息は不明である。死後は親日反民族行為者に認定された。

## 年譜
- 1896年11月30日、平安北道定州郡に生まれる。
- 1907年、五山中学校に入学。
- 1913年、慶應義塾英文科に入学。
- 1916年、五山学校で教鞭を執る。金素月と出会い、指導する。
- 1920年、『創造』および『廃墟』の同人になる。
- 1921年、『懊悩の舞蹈』を刊行
- 1924年、東亜日報学芸部の記者になる。
- 1925年、文芸誌『仮面』の編集委員になる。
- 1925年、図書出版首善社の主幹になる。
- 1941年、国民総力朝鮮連盟文化部の文化委員になる。
- 1941年、朝鮮文人協会の幹事になる。
- 1950年9月10日、朝鮮戦争の混乱で被北し、消息を絶つ。
- 1956年、在北平和統一促進協議会の中央委員に被任される[4]。